# Metoda izčrpavanja
Metóda izčrpávanja (tudi metóda ekshávcije, latinsko methodus exhaustionibus, francosko méthode des anciens) je v matematiki metoda iskanja površine oblik (likov, teles) z včrtavanjem zaporedja mnogokotnikov katerih površina konvergira k tej obliki. Če se zaporedje pravilno skonstruira, postane razlika v površinah med n-tim mnogokotnikom in obliko poljubno majhna, ko n postane velik. Ker ta razlika postane poljubno majhna, se možne vrednosti za površino oblike sistematično »izčrpavajo« s spodnjimi mejami površin, ki jih uspešno določajo členi zaporedja.
Metoda izčrpavanja po navadi zahteva neko vrsto dokaza s protislovjem, znanem z latinsko tujko kot reductio ad absurdum. To pomeni, da se najde površina območja tako, da se jo najprej primerja s površino drugega območja, (ki se lahko »izčrpa«, tako da njegova površina postane poljubno blizu prave površine). Dokaz vključuje privzetek, da je prava površina večja od druge površine, nato pa se dokaže da je ta napačen, in se potem privzame, da je manjša od druge površine, ter dokaže napačnost tudi te trditve.

## Zgodovina
Zamisel metode izvira iz poznega 5. stoletja pr. n. št. prek starogrškega oratorja Antifona, čeprav ni popolnoma jasno kako dobro jo je sam razumel. Strožje je teorijo postavil Evdoks nekaj desetletij pozneje, ki jo je uporabljal za izračun površin in prostornin. Kasneje jo je na Kitajskem ponovno odkril Liu Hui v 3. stoletju pri iskanju površine kroga.
Evklid je s to metodo dokazal šest propozicij v 12. knjigi svojih Elementov. Arhimed je skupaj s konceptom neskončno majhne količine rabil metodo izčrpavanja kot način za izračun površine znotraj kroga z očrtavanjem in včrtavanjem mnogokotnikov z večjo in manjšo površino in vse večjim številom stranic. Na ta način je izračunal dober približek za število π. Njegovo delo Metoda mehanskih izrekov vsebuje eksplicitno rabo nedeljivih količin, ki se včasih navezujejo na neskončno majhne količine. Arhimed ni priznaval metode nedeljivih za del stroge matematike in zaradi tega ni objavil svoje metode v formalnih razpravah, ki vsebujejo rezultate. V teh razpravah je dokazal iste izreke z metodo izčrpavanja, našel stroge zgodnje in spodnje meje, ki vse konvergirajo k zahtevani vrednosti. Ne glede na to je mehansko metodo rabil pri odkrivanju povezav za katere je kasneje podal stroge dokaze.
Prvič je izraz uporabil flamski jezuit Grégoire de Saint-Vincent v svojem delu Opus geometricum quadraturae circuli et sectionum leta 1647.
Metoda izčrpavanja predstavlja neke vrste predhodnika metod infinitezimalnega računa. Razvoj analitične geometrije in strogega integralnega računa v obdobju med 17. in 19. stoletjem je vključil metodo izčrpavanja tako, da se eksplicitno pri reševanju problemov ne rabi več. Pomemben alternativni pristop je bilo Cavalierijevo načelo, imenovano tudi metoda nevidnih, ki se je na koncu razvilo v infinitezimalni račun Robervala, Torricellija, Wallisa, Leibniza in drugih.

### Evklid
Evklid je z metodo izčrpavanja dokazal naslednjih šest propozicij v 12. knjgi svojih Elementov.
- Propozicija 2: površina krogov je sorazmerna s kvadratom njihovim premerov.[5]

- Propozicija 5: prostornine dveh tetraedrov z enako višino so sorazmerne s površinami njihovih trikotniških stranskih ploskev.[6]

- Propozicija 10: prostornina stožca je ena tretjina prostornine odgovarjajočega valja z enako osnovno ploskvijo in višino.[7]

- Propozicija 11: prostornina stožca (ali valja) z enako višino je sorazmerna s površino osnovne ploskve.[8]

- Propozicija 12: prostornina stožca (ali valja), ki je podobna drugi, je sorazmerna s kocko z razmerjem premerov osnovnih ploskev.[9]

- Propozicija 18: prostornina krogle je sorazmerna s kocko z njenim premerom.[10]

### Arhimed
Arhimed je rabil metodo izčrpavanja kot način za računanje površine znotraj kroga z včrtavanjem in očrtavanje z mnogokotniki z vse večjo površino in vse večjim številom stranic. Kvocient med površino mnogokotnika in kvadrata premera kroga je lahko poljubno blizu številu π, ko število stranic postaja vse večje, kar dokazuje, da je površina znotraj kroga s premerom {\displaystyle r\!\,} enaka {\displaystyle \pi r^{2}\!\,}, pri čemer je π definiran kot razmerje med obsegom kroga in njegovim premerom ({\displaystyle o/d\!\,}) ali med površino kroga in kvadratom njegovega polmera ({\displaystyle P/r^{2}\!\,}).
Določil je tudi meji:
{\displaystyle 3{\frac {10}{71}}<\pi <3{\frac {1}{7}}\!\,}
(v obsegu {\displaystyle 1/497\!\,}) s primerjavo obsegov kroga z obsegi včrtanega in očrtanega pravilnega mnogokotnika s 96-imi stranicami.
Med druge rezultate, ki jih je dosegel z metodo izčrpavanja, spadajo:
- površina, ki jo omejuje presečišče premice in parabole, je enaka 4/3 površine trikotnika z enako osnovno stranico in višino,
- površina elipse je sorazmerna s pravokotnikom z dolžinama stranic enakima njenima veliki in mali osi,
- prostornina krogle je enaka 4-kratniku prastornine stožca z osnovno ploskvijo z enakim polmerom in višino enako temu polmeru.
- prostornina valja z višino enako premeru njegove osnovne ploskve je enaka 3/2 prostornine krogle z enakim premerom,
- površina, ki jo omejujeta vrtež arhimedske spirale in premica, je enaka 1/3 površine kroga s polmerom enakim dolžine nastale daljice med spiralo,
- raba metode izčrpavanja je tudi prvič vodila tudi do uspešne določitve vrednosti neskončne geometrične vrste.